# Buglio in Monte
Buglio in Monte är en ort och kommun i provinsen Sondrio i regionen Lombardiet i Italien. Kommunen hade 2 011 invånare (2018).